# بابا (فلم كوري)
بابا ((الكورية: 파파)) هو فيلم كوميديا دراما كوري من إنتاج عام 2012. تدور أحداث الفيلم حول تشون ساب (بارك يونج -وو) المدير الكوري الموهوب الذي يسافر إلى أمريكا من أجل تعقب إحدى عملاته. وسرعان ما يكتشف أنها غير قادرة على متابعة حياتها المهنية كممثلة. وخوفًا من مواجهة رئيسه، فضل تشون البقاء في أمريكا وذلك بعدما حصل على تصريح إقامة من خلال زواجه من امرأة كورية أمريكية. ولكن بعد فترة وجيزة تموت زوجته في حادث سيارة، وتترك له 6 أطفال، من أعراق مختلفة، من زيجاتها السابقة. 

يكتشف أن الابنة البكر (جو آرا)، موهوبة في الغناء والرقص. ولحاجة الأسرة للمال، يقنعها بالمشاركة في مسابقة تلفزيون الواقع، و يتورط الأب مع منتجين ويوقع على عقود بالنيابة عن الابنة الكبرى بصفته والدها. تدور أحداث الفيلم في قالب كوميدي درامي.

## وصلات خارجية
- مقالات تستعمل روابط فنية بلا صلة مع ويكي بيانات
- الموقع الرسمي
 (بالكورية)
- (بالكورية)
- Papa  على فيسبوك. (بالكورية)
- Papa  في قاعدة بيانات الأفلام على الإنترنت (بالإنجليزية)
- Papa على هانسينما

لا توجد روابط لمواقع التواصل الاجتماعي.